# Milorad Čavić
Milorad Čavić, en serbe : Милорад Чавић, (né à Anaheim, Californie, le 31 mai 1984), est un nageur serbe, spécialiste de la nage libre et du papillon.

## Biographie
Lors de ses 1ers Jeux olympiques en 2000 à Sydney où il représente la Yougoslavie, Milorad Čavić est éliminé en série de l'épreuve du 100 m dos, en 58 s 25, soit le 42e temps et disqualifié, en série, de celle du 100 m papillon.
Nageur de l'Université de Californie (Berkeley) et entraîné par Mike Bottom, il a établi le record du 100 m papillon du Pac-10 avec un temps de 45 s 44.
Lors des Championnats d'Europe en petit bassin de 2003 à Dublin, il est champion d'Europe du 100 m papillon et vice-champion du 50 m nage libre, performances identiques qu'ils réalisent aux Championnats d'Europe en petit bassin de 2006 à Helsinki.
Aux Championnats d'Europe 2008, il remporte le titre de l'épreuve du 50 m papillon avec un nouveau record d'Europe à la clé. Milorad Čavić a été suspendu de toute compétition à ces championnats et condamné à une amende de 7 000 euros par la commission de discipline de la Ligue européenne car, lors de la cérémonie de remise des médailles, il a arboré un tee-shirt avec l'inscription « le Kosovo est serbe ». Cependant, cette décision ne remet pas en cause l'attribution au nageur serbe de son titre et du record d'Europe.
Aux Jeux olympiques d'été de 2008 à Pékin, malgré avoir battu le record olympique en 100 m papillon en qualification, il est battu en finale d'1/100e par Michael Phelps lorsqu'il a remporté sa septième médaille d'or sur les huit de ces Jeux, certaines sources doutant de la validité de la victoire de l'Américain, remettant même en cause le temps officiel d'Omega, également sponsor de Phelps. Čavić a cependant reconnu sur son blog sa défaite. En 2009, il devient champion du monde du 50 m papillon.

## Palmarès

### Jeux olympiques
- Jeux olympiques de 2008 à Pékin (Chine) :
  -  Médaille d'argent sur 100 m papillon

### Championnats du monde
- Championnats du monde 2009 à Rome (Italie) :
  -  Médaille d'or sur 50 m papillon
  -  Médaille d'argent sur 100 m papillon

### Championnats d'Europe
Grand bassin
- Championnats d'Europe 2008 à Eindhoven (Pays-Bas) :
  -  médaille d'or de l'épreuve du 50 m papillon (temps : 23 s 11)[6]
- Championnats d'Europe 2012 à Debrecen (Hongrie) :
  -  médaille d'or de l'épreuve du 100 m papillon (temps : 51 s 45)

Petit bassin
- Championnats d'Europe 2003 à Dublin (Irlande) :
  -  médaille d'or de l'épreuve du 100 m papillon (temps : 50 s 02)[7]
  -  médaille d'argent de l'épreuve du 50 m nage libre (temps : 21 s 49)
- Championnats d'Europe 2006 à Helsinki (Finlande) :
  -  médaille d'or de l'épreuve du 100 m papillon (temps : 50 s 63)
  -  médaille d'argent de l'épreuve du 50 m nage libre (temps : 21 s 60)
- Championnats d'Europe 2007 à Debrecen (Hongrie) :
  -  médaille d'or de l'épreuve du 100 m papillon (temps : 50 s 53)
  -  médaille d'or de l'épreuve du 50 m papillon (temps : 22 s 89)
- Championnats d'Europe 2008 à Rijeka (Croatie) :
  -  médaille d'or de l'épreuve du 100 m papillon (temps : 49 s 19)
  -  médaille d'argent de l'épreuve du 50 m nage libre (temps : 22 s 36)

## Record
- Record du monde du 100 m papillon, en petit bassin, avec un temps de 50 s 02 réalisé à Dublin, le 12 décembre 2003, lors de la finale des Championnats d'Europe. Ce temps constitue le record d'Europe actuel.